# Partido Socialismo y Liberación
El Partido por el Socialismo y la Liberación (en inglés: Party for Socialism and Liberation, PSL) es un partido político estadounidense de ideología marxista-leninista fundado en 2004.
Se define a sí mismo como un partido revolucionario que busca fortalecerse a través de la lucha contra "la guerra imperialista, el racismo, el sexismo, la discriminación por orientación sexual, la violencia contra los inmigrantes, la pobreza y la brutalidad policial".

## Participación electoral
Para las elecciones presidenciales de 2008, presentó como candidatos a Gloria La Riva para presidente y Eugene Puryear a la vicepresidencia. El partido se ubicó noveno en cantidad de votos, tras recibir 7311 votos. El partido presentó candidatos en 12 estados: Arkansas, Colorado, Florida, Iowa, Luisiana, Nueva Jersey, Nueva York, Rhode Island, Utah, Vermont, Washington y Wisconsin. Nueve miembros del partido se presentaron como candidatos con otras agrupaciones como candidatos independientes en cuatro estados y Washington D. C.
El PSL presentó a Carlos Álvarez como candidato a la alcaldía de Los Ángeles en marzo de 2009. Álvarez recibió 3047 votos, lo que representó el 1,11% de los sufragios, siendo este el mejor resultado de un socialista desde 1957.
Frances Villar fue la candidata del partido para la elección de alcalde de Nueva York en 2009. Villar se ubicó en el quinto lugar, recibiendo 3517 votos, o el 0,32% de los sufragios.
En 2021, el Partido recibió un resultado aún mejor, cuando su candidato por la alcaldía de Nueva York, Cathy Rojas, logró 2.49% del voto total (27,982 votos) lo que fue el porcentaje más grande por un socialista desde 1949.